# Llista de monuments d'Eivissa
Llista de monuments de l'illa d'Eivissa catalogats com a Béns d'Interès Cultural en la categoria de monuments pel seu interès històric, artístic, arquitectònic, arqueològic, històric-industrial, etnològic, social, científic o tècnic.

## Monuments Patrimoni de la Humanitat
Monuments que, a més de ser Béns d'Interès Cultural, formen part del conjunt «Eivissa, Biodiversitat i Cultura» declarat Patrimoni de la Humanitat per la UNESCO.
| Monument                                    | Tipus                       | Localització                           | Coordenades                                          | Codi?         | Imatge |
| ------------------------------------------- | --------------------------- | -------------------------------------- | ---------------------------------------------------- | ------------- | --- |
| Antigues murades i Torre del Campanar       | Arquitectura militar        | Eivissa Dalt Vila                      | 38° 54′ 30″ N, 1° 26′ 12″ E / 38.908252°N,1.436645°E | RI-51-0001114 | Antigues murades i Torre del Campanar (Eivissa) · Vegeu més fotos d'aquest monument · Carregueu una nova foto d'aquest monument       |
| Museu Arqueològic d'Eivissa i Formentera    |                             | Eivissa Dalt Vila                      | 38° 54′ 25″ N, 1° 26′ 12″ E / 38.906937°N,1.436537°E | RI-51-0001312 | Museu Arqueològic (Eivissa) · Vegeu més fotos d'aquest monument · Carregueu una nova foto d'aquest monument                           |
| Església de Santa Maria, Catedral d'Eivissa | Arquitectura religiosa      | Eivissa Dalt Vila                      | 38° 54′ 24″ N, 1° 26′ 11″ E / 38.906781°N,1.436508°E | RI-51-0010949 | Catedral d'Eivissa · Vegeu més fotos d'aquest monument · Carregueu una nova foto d'aquest monument                                    |
| Església i antic convent del Pares Dominics | Arquitectura religiosa      | Eivissa Dalt Vila, c. General Balanzat | 38° 54′ 27″ N, 1° 26′ 17″ E / 38.907531°N,1.438097°E | RI-51-0010950 | Església i antic convent del Pares Dominics (Eivissa) · Vegeu més fotos d'aquest monument · Carregueu una nova foto d'aquest monument |
| Almudaina (Castell d'Eivissa)               | Torres i cases fortificades | Eivissa                                | 38° 54′ 23″ N, 1° 26′ 11″ E / 38.906431°N,1.436293°E | RI-51-0008601 | Almudaina (Castell d'Eivissa) · Vegeu més fotos d'aquest monument · Carregueu una nova foto d'aquest monument                         |
| Dalt Vila                                   | Conjunt històric            | Eivissa                                | 38° 54′ 27″ N, 1° 26′ 08″ E / 38.907394°N,1.435646°E | RI-53-0000100 | Dalt Vila (Eivissa) · Vegeu més fotos d'aquest monument · Carregueu una nova foto d'aquest monument                                   |

## Monuments d'Interès Cultural
| Monument                                                             | Tipus                       | Localització                                                        | Coordenades                                              | Codi?               | Imatge |
| -------------------------------------------------------------------- | --------------------------- | ------------------------------------------------------------------- | -------------------------------------------------------- | ------------------- | --- |
| Casa Broner                                                          | arquitectura                | Eivissa Sa Penya                                                    | 38° 54′ 31″ N, 1° 26′ 23″ E / 38.908722°N,1.439709°E     | RI-51-0010654       | Casa Broner (Eivissa) · Vegeu més fotos d'aquest monument · Carregueu una nova foto d'aquest monument                                                    |
| Molí d'en Fèlix                                                      |                             | Eivissa c. Rafael Alberti                                           | 38° 54′ 15″ N, 1° 25′ 56″ E / 38.904038°N,1.432277°E     | RI-51-0010713       | Molí d'en Fèlix (Eivissa) · Vegeu més fotos d'aquest monument · Carregueu una nova foto d'aquest monument                                                |
| Molí d'en Toni Joan                                                  |                             | Eivissa c. Rafael Alberti                                           | 38° 54′ 15″ N, 1° 25′ 55″ E / 38.904241°N,1.431932°E     | RI-51-0010715       | Molí d'en Toni Joan (Eivissa) · Vegeu més fotos d'aquest monument · Carregueu una nova foto d'aquest monument                                            |
| Molí d'en Pep Joan                                                   |                             | Eivissa c. Rafael Alberti                                           | 38° 54′ 16″ N, 1° 25′ 53″ E / 38.904561°N,1.431448°E     | RI-51-0010714       | Molí d'en Pep Joan (Eivissa) · Vegeu més fotos d'aquest monument · Carregueu una nova foto d'aquest monument                                             |
| Teatre Pereira                                                       |                             | Eivissa                                                             | 38° 54′ 33″ N, 1° 26′ 05″ E / 38.909077°N,1.434676°E     | RI-51-0010653       | Teatre Pereira (Eivissa) · Vegeu més fotos d'aquest monument · Carregueu una nova foto d'aquest monument                                                 |
| Pont Vell de Santa Eulària                                           |                             | Santa Eulària des Riu                                               | 38° 58′ 58″ N, 1° 31′ 39″ E / 38.982741°N,1.527416°E     | RI-51-0011577       | Pont Vell (Santa Eulària des Riu) · Vegeu més fotos d'aquest monument · Carregueu una nova foto d'aquest monument                                        |
| Capella subterrània de Santa Agnès                                   | Arquitectura religiosa      | Sant Antoni de Portmany                                             | 38° 59′ 27″ N, 1° 18′ 32″ E / 38.990833°N,1.308889°E     | RI-51-0001609       | Capella subterrània de Santa Agnès (Sant Antoni de Portmany) · Vegeu més fotos d'aquest monument · Carregueu una nova foto d'aquest monument             |
| Restes de vil·la i aqüeducte romà de s'Argamassa                     | Arqueològic                 | Santa Eulària des Riu Parròquia de Santa Eulària, vénda d'Arabí     | 38° 59′ 29″ N, 1° 34′ 14″ E / 38.991411°N,1.570476°E     | RI-51-0010456       | Restes de vil·la i aqüeducte romà de s'Argamassa (Santa Eulària des Riu) · Vegeu més fotos d'aquest monument · Carregueu una nova foto d'aquest monument |
| Torre de Can Sergent, des Toniets o de Can Rampuixeta                | Torres i cases fortificades | Sant Josep de sa Talaia c. de Can Verger                            | 38° 55′ 09″ N, 1° 17′ 48″ E / 38.919177°N,1.296745°E     | RI-51-0010605       | Carregueu una nova foto d'aquest monument |
| Torre de sa Torre                                                    | Torres i cases fortificades | Sant Antoni de Portmany                                             | 38° 57′ 34″ N, 1° 19′ 45″ E / 38.95952°N,1.32904°E       | RI-51-0008602       | Carregueu una nova foto d'aquest monument |
| Torre de Can Mossonet                                                | Torres i cases fortificades | Sant Antoni de Portmany                                             | 38° 59′ 32″ N, 1° 19′ 33″ E / 38.992164°N,1.325881°E     | RI-51-0008603       | Carregueu una nova foto d'aquest monument |
| Torre de Can Musson                                                  | Torres i cases fortificades | Sant Joan de Labritja                                               | 39° 01′ 58″ N, 1° 28′ 48″ E / 39.03285°N,1.480061°E      | RI-51-0008604       | Torre de Can Mosson (Sant Antoni de Portmany) · Carregueu una nova foto d'aquest monument                                                                |
| Torre de Can Figueretes                                              | Torres i cases fortificades | Sant Antoni de Portmany                                             | 38° 59′ 12″ N, 1° 19′ 53″ E / 38.98675°N,1.331317°E      | RI-51-0008605       | Carregueu una nova foto d'aquest monument |
| Torre de Ca na Portes                                                | Torres i cases fortificades | Sant Antoni de Portmany                                             | 38° 58′ 12″ N, 1° 20′ 21″ E / 38.970037°N,1.339076°E     | RI-51-0008606       | Carregueu una nova foto d'aquest monument |
| Torre de Can Guillemó                                                | Torres i cases fortificades | Sant Antoni de Portmany desaparegut                                 | 38° 59′ 12″ N, 1° 19′ 53″ E / 38.98675°N,1.331317°E      | RI-51-0008607       | Carregueu una nova foto d'aquest monument |
| Torre Artillada                                                      | Torres i cases fortificades | Sant Antoni de Portmany Església de Sant Antoni Abat                | 38° 58′ 52″ N, 1° 18′ 16″ E / 38.981025°N,1.3045°E       | RI-51-0008608       | Torre Artillada (Sant Antoni de Portmany) · Vegeu més fotos d'aquest monument · Carregueu una nova foto d'aquest monument                                |
| Torre de Can Fornàs                                                  | Torres i cases fortificades | Sant Antoni de Portmany                                             | 38° 56′ 31″ N, 1° 22′ 02″ E / 38.942057°N,1.367191°E     | RI-51-0008609       | Carregueu una nova foto d'aquest monument |
| Torre Can Pep Vicent                                                 | Torres i cases fortificades | Sant Antoni de Portmany c. de les Pomeres                           | 38° 58′ 24″ N, 1° 19′ 55″ E / 38.973351°N,1.332057°E     | RI-51-0008610       | Carregueu una nova foto d'aquest monument |
| Torre de Can Ramon d'en Jaume                                        | Torres i cases fortificades | Sant Antoni de Portmany desaparegut                                 | 39° 01′ 28″ N, 1° 30′ 48″ E / 39.024447°N,1.513458°E     | RI-51-0008611       | Carregueu una nova foto d'aquest monument |
| Torre del Pirata, o des Savinar                                      | Torres i cases fortificades | Sant Josep de sa Talaia Es Cubells                                  | 38° 52′ 26″ N, 1° 13′ 43″ E / 38.873831°N,1.228503°E     | RI-51-0008612       | Torre del Pirata (Sant Josep de sa Talaia) · Vegeu més fotos d'aquest monument · Carregueu una nova foto d'aquest monument                               |
| Torre de Compte                                                      | Torres i cases fortificades | Sant Josep de sa Talaia Sant Agustí des Vedrà                       | 38° 58′ 22″ N, 1° 13′ 50″ E / 38.972765°N,1.230447°E     | RI-51-0008613       | Torre d'en Rovira (Sant Josep de sa Talaia) · Vegeu més fotos d'aquest monument · Carregueu una nova foto d'aquest monument                              |
| Torre d'en Racó                                                      | Torres i cases fortificades | Sant Josep de sa Talaia Sant Agustí des Vedrà                       | 38° 56′ 00″ N, 1° 18′ 02″ E / 38.933288°N,1.300508°E     | RI-51-0008614       | Carregueu una nova foto d'aquest monument |
| Torre de Can Curt                                                    | Torres i cases fortificades | Sant Josep de sa Talaia Sant Agustí des Vedrà                       | 38° 56′ 29″ N, 1° 17′ 38″ E / 38.941432°N,1.293903°E     | RI-51-0008615       | Torre de Can Curt (Sant Josep de sa Talaia) · Vegeu més fotos d'aquest monument · Carregueu una nova foto d'aquest monument                              |
| Sa Torre                                                             | Torres i cases fortificades | Sant Josep de sa Talaia desaparegut                                 |                                                          | RI-51-0008616       | Carregueu una nova foto d'aquest monument |
| Torre de Can Macià                                                   | Torres i cases fortificades | Sant Josep de sa Talaia Sant Agustí des Vedrà                       | 38° 56′ 38″ N, 1° 17′ 33″ E / 38.944002°N,1.29255°E      | RI-51-0008617       | Carregueu una nova foto d'aquest monument |
| Torre de s'Alqueria                                                  | Torres i cases fortificades | Sant Josep de sa Talaia Sant Agustí des Vedrà                       |                                                          | RI-51-0008618       | Carregueu una nova foto d'aquest monument |
| Torre de Sal Rossa, o del Carregador de Sal                          | Torres i cases fortificades | Sant Josep de sa Talaia Sant Francesc de s'Estany                   | 38° 52′ 24″ N, 1° 24′ 15″ E / 38.873256°N,1.404029°E     | RI-51-0008619       | Torre de Sal Rossa (Sant Josep de sa Talaia) · Vegeu més fotos d'aquest monument · Carregueu una nova foto d'aquest monument                             |
| Torre de ses Portes                                                  | Torres i cases fortificades | Sant Josep de sa Talaia                                             | 38° 49′ 56″ N, 1° 24′ 21″ E / 38.832196°N,1.405842°E     | RI-51-0008620       | Torre de ses Portes (Sant Josep de sa Talaia) · Vegeu més fotos d'aquest monument · Carregueu una nova foto d'aquest monument                            |
| Torre de Can Toni Rei                                                | Torres i cases fortificades | Sant Josep de sa Talaia Sant Jordi de ses Salines                   | 38° 52′ 14″ N, 1° 22′ 22″ E / 38.870561°N,1.372662°E     | RI-51-0008621       | Torre de Can Toni Rei (Sant Josep de sa Talaia) · Vegeu més fotos d'aquest monument · Carregueu una nova foto d'aquest monument                          |
| Torre de Can Calvet, o Can Masauets                                  | Torres i cases fortificades | Sant Josep de sa Talaia desaparegut                                 |                                                          | RI-51-0008622       | Carregueu una nova foto d'aquest monument |
| Torre de Can Gibert                                                  | Torres i cases fortificades | Sant Josep de sa Talaia Sant Jordi de ses Salines                   | 38° 53′ 58″ N, 1° 21′ 46″ E / 38.899468°N,1.362671°E     | RI-51-0008623       | Carregueu una nova foto d'aquest monument |
| Torre de Can Mates                                                   | Torres i cases fortificades | Sant Josep de sa Talaia Sant Jordi de ses Salines                   | 38° 53′ 57″ N, 1° 22′ 00″ E / 38.899287°N,1.366561°E     | RI-51-0008624       | Carregueu una nova foto d'aquest monument |
| Torre des Orvais                                                     | Torres i cases fortificades | Sant Josep de sa Talaia Sant Jordi de ses Salines                   | 38° 54′ 22″ N, 1° 22′ 25″ E / 38.906064°N,1.373578°E     | RI-51-0008625       | Carregueu una nova foto d'aquest monument |
| Torre de Can Savines                                                 | Torres i cases fortificades | Sant Josep de sa Talaia Sant Jordi de ses Salines                   | 38° 52′ 55″ N, 1° 20′ 48″ E / 38.881858°N,1.346529°E     | RI-51-0008626       | Carregueu una nova foto d'aquest monument |
| Torre de Cas Costes                                                  | Torres i cases fortificades | Sant Josep de sa Talaia Sant Jordi de ses Salines                   | 38° 53′ 42″ N, 1° 22′ 29″ E / 38.895075°N,1.374593°E     | RI-51-0008627       | Carregueu una nova foto d'aquest monument |
| Torre de Ca na Mata                                                  | Torres i cases fortificades | Sant Josep de sa Talaia desaparegut                                 |                                                          | RI-51-0008628       | Carregueu una nova foto d'aquest monument |
| Església de Sant Jordi                                               | Torres i cases fortificades | Sant Josep de sa Talaia Sant Jordi de ses Salines, av. Vicent Serra | 38° 53′ 27″ N, 1° 23′ 45″ E / 38.890823°N,1.395868°E     | RI-51-0008629       | Església de Sant Jordi (Sant Josep de sa Talaia) · Vegeu més fotos d'aquest monument · Carregueu una nova foto d'aquest monument                         |
| Torre de Portinatx                                                   | Torres i cases fortificades | Sant Joan de Labritja Portinatx                                     | 39° 06′ 43″ N, 1° 30′ 30″ E / 39.111923°N,1.508392°E     | RI-51-0008630       | Torre de Portinatx (Sant Joan de Labritja) · Vegeu més fotos d'aquest monument · Carregueu una nova foto d'aquest monument                               |
| Torre de Balàfia                                                     | Torres i cases fortificades | Sant Joan de Labritja Sant Llorenç de Balàfia                       | 39° 01′ 56″ N, 1° 29′ 02″ E / 39.03226°N,1.483969°E      | RI-51-0008631       | Torre de Balàfia (Sant Joan de Labritja) · Vegeu més fotos d'aquest monument · Carregueu una nova foto d'aquest monument                                 |
| Torre de Can Fornàs                                                  | Torres i cases fortificades | Sant Joan de Labritja Sant Llorenç de Balàfia                       | 39° 01′ 58″ N, 1° 29′ 03″ E / 39.032792°N,1.484279°E     | RI-51-0008632       | Carregueu una nova foto d'aquest monument |
| Torre de Can Pere de na Bet                                          | Torres i cases fortificades | Sant Joan de Labritja Sant Llorenç de Balàfia                       | 39° 01′ 56″ N, 1° 29′ 02″ E / 39.032253°N,1.483969°E     | RI-51-0008633       | Torre de Can Pere de na Bet (Sant Joan de Labritja) · Vegeu més fotos d'aquest monument · Carregueu una nova foto d'aquest monument                      |
| Torre d'en Pere Mosson                                               | Torres i cases fortificades | Sant Joan de Labritja                                               | 39° 01′ 58″ N, 1° 28′ 48″ E / 39.032856°N,1.480031°E     | RI-51-0008634       | Torre d'en Pere Mosson (Sant Joan de Labritja) · Vegeu més fotos d'aquest monument · Carregueu una nova foto d'aquest monument                           |
| Torre de Can Bellmunt                                                | Torres i cases fortificades | Sant Joan de Labritja Sant Llorenç de Balàfia                       | 39° 01′ 55″ N, 1° 29′ 03″ E / 39.032033°N,1.484031°E     | RI-51-0008635       | Carregueu una nova foto d'aquest monument |
| Torre de Balansat o des Molar                                        | Torres i cases fortificades | Sant Joan de Labritja Sant Miquel de Balansat                       | 39° 05′ 12″ N, 1° 26′ 04″ E / 39.08675°N,1.434383°E      | RI-51-0008636       | Torre de Balansat (Sant Joan de Labritja) · Vegeu més fotos d'aquest monument · Carregueu una nova foto d'aquest monument                                |
| Torre d'Albarqueta, o Molí d'Albarqueta                              | Torres i cases fortificades | Sant Joan de Labritja                                               | 39° 03′ 10″ N, 1° 27′ 22″ E / 39.052769°N,1.456084°E     | RI-51-0008637       | Carregueu una nova foto d'aquest monument |
| Torre des Verger                                                     | Torres i cases fortificades | Sant Joan de Labritja Sant Miquel de Balansat                       | 39° 02′ 45″ N, 1° 26′ 15″ E / 39.045887°N,1.43753°E      | RI-51-0008638       | Carregueu una nova foto d'aquest monument |
| Torre de Can Vidal                                                   | Torres i cases fortificades | Santa Eulària des Riu                                               | 39° 00′ 07″ N, 1° 31′ 23″ E / 39.001816°N,1.523183°E     | RI-51-0008639       | Torre de Can Vidal (Santa Eulària des Riu) · Vegeu més fotos d'aquest monument · Carregueu una nova foto d'aquest monument                               |
| Torre de Can Toni                                                    | Torres i cases fortificades | Santa Eulària des Riu                                               | 38° 59′ 03″ N, 1° 31′ 05″ E / 38.984291°N,1.517993°E     | RI-51-0008640       | Carregueu una nova foto d'aquest monument |
| Torre del puig de Missa                                              | Torres i cases fortificades | Santa Eulària des Riu Bastió de l'Església de Santa Eulària         | 38° 59′ 02″ N, 1° 31′ 45″ E / 38.983798°N,1.529175°E     | RI-51-0008641       | Torre del puig de Missa (Santa Eulària des Riu) · Vegeu més fotos d'aquest monument · Carregueu una nova foto d'aquest monument                          |
| Torre de Cas Governador, o Moliner                                   | Torres i cases fortificades | Santa Eulària des Riu Jesús                                         | 38° 56′ 30″ N, 1° 27′ 21″ E / 38.941688°N,1.455856°E     | RI-51-0008642       | Carregueu una nova foto d'aquest monument |
| Torre de Ca n'Espatleta                                              | Torres i cases fortificades | Santa Eulària des Riu                                               | 38° 55′ 25″ N, 1° 27′ 21″ E / 38.923547°N,1.455798°E     | RI-51-0008643       | Torre de Ca n'Espatleta (Santa Eulària des Riu) · Vegeu més fotos d'aquest monument · Carregueu una nova foto d'aquest monument                          |
| Torre de Ca sa Blanca Dona                                           | Torres i cases fortificades | Santa Eulària des Riu c. ses Savines                                | 38° 55′ 40″ N, 1° 25′ 36″ E / 38.927886°N,1.426637°E     | RI-51-0008644       | Torre de Ca sa Blanca Dona (Santa Eulària des Riu) · Vegeu més fotos d'aquest monument · Carregueu una nova foto d'aquest monument                       |
| Torre de Can Negre                                                   | Torres i cases fortificades | Santa Eulària des Riu                                               | 38° 55′ 41″ N, 1° 25′ 05″ E / 38.928013°N,1.418116°E     | RI-51-0008645       | Carregueu una nova foto d'aquest monument |
| Torre de Can Sergent de sa Torre                                     | Torres i cases fortificades | Santa Eulària des Riu Jesús                                         | 38° 58′ 00″ N, 1° 27′ 57″ E / 38.966665°N,1.465792°E     | RI-51-0008646       | Carregueu una nova foto d'aquest monument |
| Torre de la finca des Pou d'en Nadal                                 | Torres i cases fortificades | Santa Eulària des Riu Jesús                                         | 38° 57′ 08″ N, 1° 26′ 59″ E / 38.952267°N,1.449665°E     | RI-51-0008647       | Carregueu una nova foto d'aquest monument |
| Torre d'en Valls                                                     | Torres i cases fortificades | Santa Eulària des Riu Sant Carles de Peralta, cap de Campanitx      | 39° 02′ 05″ N, 1° 37′ 09″ E / 39.034625°N,1.619069°E     | RI-51-0008648       | Torre de Campanitx (Santa Eulària des Riu) · Vegeu més fotos d'aquest monument · Carregueu una nova foto d'aquest monument                               |
| Torre de Marc                                                        | Torres i cases fortificades | Santa Eulària des Riu desaparegut                                   |                                                          | RI-51-0008649       | Carregueu una nova foto d'aquest monument |
| Torre de s'Auzina                                                    | Torres i cases fortificades | Santa Eulària des Riu desaparegut                                   |                                                          | RI-51-0008650       | Carregueu una nova foto d'aquest monument |
| Torre de Can Jaumet                                                  | Torres i cases fortificades | Santa Eulària des Riu Sant Carles de Peralta                        | 39° 01′ 28″ N, 1° 30′ 48″ E / 39.024439°N,1.513468°E     | RI-51-0008651       | Carregueu una nova foto d'aquest monument |
| Torre de Can Llàtzer                                                 | Torres i cases fortificades | Santa Eulària des Riu Santa Gertrudis de Fruitera                   | 38° 58′ 33″ N, 1° 27′ 40″ E / 38.975868°N,1.461042°E     | RI-51-0008652       | Carregueu una nova foto d'aquest monument |
| Torre de Can Rieró                                                   | Torres i cases fortificades | Santa Eulària des Riu Sant Carles de Peralta                        | 39° 01′ 25″ N, 1° 31′ 08″ E / 39.023724°N,1.519004°E     | RI-51-0017708       | Torre de Can Rieró (Santa Eulària des Riu) · Vegeu més fotos d'aquest monument · Carregueu una nova foto d'aquest monument                               |
| Torre de Can Montserrat                                              | Torres i cases fortificades | Santa Eulària des Riu Sant Carles de Peralta                        | 39° 01′ 26″ N, 1° 31′ 59″ E / 39.023797°N,1.533087°E     | RI-51-0017709       | Vegeu més fotos d'aquest monument · Carregueu una nova foto d'aquest monument                                                                            |
| Poblat de Balàfia                                                    | Conjunt històric            | Sant Joan de Labritja Sant Llorenç de Balàfia                       | 39° 01′ 56″ N, 1° 29′ 03″ E / 39.0321194°N,1.484077°E    | RI-53-0000356       | Poblat de Balàfia (Sant Joan de Labritja) · Vegeu més fotos d'aquest monument · Carregueu una nova foto d'aquest monument                                |
| Puig de Missa                                                        | Conjunt històric            | Santa Eulària des Riu                                               | 38° 59′ 02″ N, 1° 31′ 44″ E / 38.983889°N,1.528889°E     | RI-54-0000007       | Puig de Missa (Santa Eulària des Riu) · Vegeu més fotos d'aquest monument · Carregueu una nova foto d'aquest monument                                    |
| Església de Sant Carles                                              | Conjunt d'esglésies         | Santa Eulària des Riu Sant Carles de Peralta                        | 39° 02′ 04″ N, 1° 33′ 54″ E / 39.034362°N,1.565094°E     | RI-53-0000346-00001 | Església de Sant Carles (Santa Eulària des Riu) · Vegeu més fotos d'aquest monument · Carregueu una nova foto d'aquest monument                          |
| Església de la Mare de Déu de Jesús                                  | Conjunt d'esglésies         | Santa Eulària des Riu Jesús                                         | 38° 55′ 52″ N, 1° 26′ 59″ E / 38.931025°N,1.449604°E     | RI-53-0000346-00002 | Església de la Mare de Déu de Jesús (Santa Eulària des Riu) · Vegeu més fotos d'aquest monument · Carregueu una nova foto d'aquest monument              |
| Església de Santa Gertrudis                                          | Conjunt d'esglésies         | Santa Eulària des Riu Santa Gertrudis de Fruitera                   | 38° 59′ 53″ N, 1° 25′ 43″ E / 38.997982°N,1.428705°E     | RI-53-0000346-00003 | Església de Santa Gertrudis (Santa Eulària des Riu) · Vegeu més fotos d'aquest monument · Carregueu una nova foto d'aquest monument                      |
| Església de Sant Vicent                                              | Conjunt d'esglésies         | Sant Joan de Labritja Sant Vicent de sa Cala                        | 39° 04′ 45″ N, 1° 33′ 35″ E / 39.079054°N,1.559774°E     | RI-53-0000347-00001 | Església de Sant Vicent (Sant Joan de Labritja) · Vegeu més fotos d'aquest monument · Carregueu una nova foto d'aquest monument                          |
| Església de Sant Joan                                                | Conjunt d'esglésies         | Sant Joan de Labritja                                               | 39° 04′ 39″ N, 1° 30′ 50″ E / 39.077587°N,1.513876°E     | RI-53-0000347-00002 | Església de Sant Joan (Sant Joan de Labritja) · Vegeu més fotos d'aquest monument · Carregueu una nova foto d'aquest monument                            |
| Església de Sant Miquel                                              | Conjunt d'esglésies         | Sant Joan de Labritja Sant Miquel de Balansat                       | 39° 03′ 26″ N, 1° 26′ 18″ E / 39.057234°N,1.438281°E     | RI-53-0000347-00003 | Església de Sant Miquel (Sant Joan de Labritja) · Vegeu més fotos d'aquest monument · Carregueu una nova foto d'aquest monument                          |
| Església de Sant Llorenç                                             | Conjunt d'esglésies         | Sant Joan de Labritja Sant Llorenç de Balàfia                       | 39° 01′ 54″ N, 1° 28′ 38″ E / 39.031565°N,1.477162°E     | RI-53-0000347-00004 | Església de Sant Llorenç (Sant Joan de Labritja) · Vegeu més fotos d'aquest monument · Carregueu una nova foto d'aquest monument                         |
| Església de Sant Rafel                                               | Conjunt d'esglésies         | Sant Antoni de Portmany Sant Rafel de sa Creu                       | 38° 57′ 38″ N, 1° 24′ 07″ E / 38.960543°N,1.401808°E     | RI-53-0000348-00001 | Església de Sant Rafel (Sant Antoni de Portmany) · Vegeu més fotos d'aquest monument · Carregueu una nova foto d'aquest monument                         |
| Església de Sant Antoni                                              | Conjunt d'esglésies         | Sant Antoni de Portmany                                             | 38° 58′ 51″ N, 1° 18′ 16″ E / 38.980876°N,1.304333°E     | RI-53-0000348-00002 | Església de Sant Antoni (Sant Antoni de Portmany) · Vegeu més fotos d'aquest monument · Carregueu una nova foto d'aquest monument                        |
| Església de Sant Mateu                                               | Conjunt d'esglésies         | Sant Antoni de Portmany Sant Mateu d'Albarca                        | 39° 02′ 21″ N, 1° 22′ 59″ E / 39.039202°N,1.383121°E     | RI-53-0000348-00003 | Església de Sant Mateu (Sant Antoni de Portmany) · Vegeu més fotos d'aquest monument · Carregueu una nova foto d'aquest monument                         |
| Església de Santa Agnès                                              | Conjunt d'esglésies         | Sant Antoni de Portmany Santa Agnès de Corona                       | 39° 02′ 18″ N, 1° 20′ 11″ E / 39.038338°N,1.33636°E      | RI-53-0000348-00004 | Església de Santa Agnès (Sant Antoni de Portmany) · Vegeu més fotos d'aquest monument · Carregueu una nova foto d'aquest monument                        |
| Església de Sant Josep                                               | Conjunt d'esglésies         | Sant Josep de sa Talaia                                             | 38° 55′ 19″ N, 1° 17′ 35″ E / 38.921913°N,1.293058°E     | RI-53-0000349-00001 | Església de Sant Josep (Sant Josep de sa Talaia) · Vegeu més fotos d'aquest monument · Carregueu una nova foto d'aquest monument                         |
| Església de Sant Agustí                                              | Conjunt d'esglésies         | Sant Josep de sa Talaia Sant Agustí des Vedrà                       | 38° 56′ 27″ N, 1° 17′ 38″ E / 38.940833°N,1.293889°E     | RI-53-0000349-00002 | Església de Sant Agustí (Sant Josep de sa Talaia) · Vegeu més fotos d'aquest monument · Carregueu una nova foto d'aquest monument                        |
| Església de Sant Francesc de Paula                                   | Conjunt d'esglésies         | Sant Josep de sa Talaia Sant Francesc de s'Estany                   | 38° 52′ 06″ N, 1° 23′ 21″ E / 38.868432°N,1.389036°E     | RI-53-0000349-00003 | Església de Sant Francesc de Paula (Sant Josep de sa Talaia) · Vegeu més fotos d'aquest monument · Carregueu una nova foto d'aquest monument             |
| Capella de la Revista, Oratori de Sant Carles                        | Conjunt d'esglésies         | Sant Josep de sa Talaia Sant Francesc de s'Estany                   | 38° 50′ 56″ N, 1° 23′ 51″ E / 38.84892867°N,1.3975811°E  | RI-53-0000349-00005 | Capella de la Revista (Sant Josep de sa Talaia) · Carregueu una nova foto d'aquest monument                                                              |
| Obra arquitectònica i urbanística de Josep Lluís Sert a can Pep Simó | Conjunt històric            | Santa Eulària des Riu Urb. Can Pep Simó                             | 38° 55′ 13″ N, 1° 28′ 18″ E / 38.920146°N,1.471555°E     | RI-53-0000659       | Carregueu una nova foto d'aquest monument |
| Lloc o paratge de Sa Punta des Molí                                  | Lloc d'interès etnològic    | Sant Antoni de Portmany                                             | 38° 58′ 21″ N, 1° 18′ 17″ E / 38.972537°N,1.304804°E     | RI-54-0000247       | Lloc de Sa Punta des Molí (Sant Antoni de Portmany) · Vegeu més fotos d'aquest monument · Carregueu una nova foto d'aquest monument                      |
| Sa Font de Balàfia                                                   | Lloc d'interès etnològic    | Sant Joan de Labritja Vénda de Balàfia de Dalt                      | 39° 02′ 01″ N, 1° 28′ 48″ E / 39.03349286°N,1.47987028°E | 7050-2-56-0-3010    | Sa Font de Balàfia (Sant Joan de Labritja) · Vegeu més fotos d'aquest monument · Carregueu una nova foto d'aquest monument                               |
| Varadors de sa Caleta                                                | Lloc d'interès etnològic    | Sant Josep de sa Talaia                                             | 38° 52′ 07″ N, 1° 20′ 06″ E / 38.868710°N,1.334867°E     | 7048-2-56-0-3014    | Varadors de sa Caleta (Sant Josep de sa Talaia) · Vegeu més fotos d'aquest monument · Carregueu una nova foto d'aquest monument                          |